# غوستاف سايفارث
جوستاف سايفارث (13 يوليو 1796 – 17 نوفمبر 1885) كان مصرياتياً ألمانيًا-أمريكيًا، وُلد في يوبغاو، في انتخابية ساكسونيا.
درس اللاهوت والفيلولوجيا في جامعة لايبزيج، وحصل على درجة الدكتوراه في عام 1823 مع أطروحة بعنوان "De sonis literarum graecarum tum genuis tum adoptivis". أصبح أستاذًا للفلسفة في لايبزيغ في عام 1825 وأستاذًا لـعلم الآثار في عام 1830 (وظيفة شغلها حتى عام 1855). من 1826 إلى 1829، زار المتاحف الرئيسية في ألمانيا وفرنسا وإنجلترا وهولندا وجمع نسخًا من النقوش المصرية ومخطوطات قبطية. في عام 1840، بمبادرته، تم شراء تابوت ليصبح مركزًا لمتحف Ägyptisches Museum der Universität Leipzig المستقبلي.
في عام 1856، جاء إلى أمريكا وأصبح أستاذًا لتاريخ الكنيسة وعلم الآثار في كلية كونكورديا في سانت لويس. منذ عام 1859، أقام في مدينة نيويورك، حيث أجرى أبحاثه في مكتبة أستور.
كان سايفارث طالبًا جادًا في علم المصريات، لكنه أخطأ في اعتقاده بأن الأحرف الهيروغليفية، باستثناءات نادرة، كانت فونوغرامات خالصة. كانت طريقته في فك رموز الهيروغليفية تختلف جوهريًا عن طريقة جان فرانسوا شامبليون - حيث كان سايفارث يصر على أن الهيروغليفات تشير إلى عناصر حرفية من مقطع، بينما كان شامبليون يعلم أن الهيروغليفات هي رموز تمثل حروفًا محددة من الأبجدية.

## الأعمال المختارة
- "De lingua et literis veterum Aegyptiorum: cum permultis tabulis lithographicis" (عن لغة وأدب المصريين القدماء: مع العديد من الألواح الحجرية المطبوعة)، 1825 (مع فريدريش أوغست فيلهلم سبون).[5]
- "Rudimenta Hieroglyphices" (أساسيات الهيروغليفية)، 1826.
- Beiträge zur Kenntniss der Literatur, Kunst, Mythologie und Geschichte des alten Aegypten (مساهمات في معرفة الأدب والفن والأساطير وتاريخ مصر القديمة)، (1826–1840، 7 أجزاء).
- "Systema astronomiae aegyptiacae quadripartitum" (نظام الفلك المصري الرباعي)، 1833.
- Unser alphabet ein abbild des thierkreises (أبجديتنا نسخة من دائرة الأبراج)، 1834.
- "Alphabeta Genuina Aegyptiorum" (الأبجديات الأصلية للمصريين)، 1840.
- Die Grundsätze der Mythologie und der alten Religionsgeschichte (أسس الأساطير وتاريخ الأديان القديمة)، 1843.
- "Grammatica aegyptiaca" (النحو المصري)، 1855.
- "Summary of recent discoveries in Biblical chronology, universal history and Egyptian archæology; with special reference to Dr. Abbott's Egyptian museum in New-York. Together with a translation of the first sacred book of the ancient Egyptians" (ملخص للاكتشافات الحديثة في التسلسل الزمني الكتابي والتاريخ العالمي وعلم الآثار المصري؛ مع إشارة خاصة إلى متحف الدكتور أبوت المصري في نيويورك. مع ترجمة لأول كتاب مقدس للمصريين القدماء)، 1857.
- "An Astronomical Inscription Concerning the Year 1722 B.C." (نقش فلكي يتعلق بالسنة 1722 قبل الميلاد)، 1859.
- "The hieroglyphic tablet of Pompeium, grammatically translated and commented on" (لوحة بومبيوم الهيروغليفية، مترجمة نحوياً ومشروحة)، 1881.
- "The Literary Life of Gustavus Seyffarth ...: An Autobiogaphical Sketch" (الحياة الأدبية لغوستافوس سايفارث...: رسم سيرة ذاتية) (مع كارل كنورتس)، 1886.[6][7]